# Hordeum intermedium
Hordeum intermedium är en gräsart som först beskrevs av Friedrich August Körnicke, och fick sitt nu gällande namn av Carleton. Hordeum intermedium ingår i släktet kornsläktet, och familjen gräs. Inga underarter finns listade i Catalogue of Life.